# Vogelsangbach (Nesenbach)
Der Stuttgarter Vogelsangbach entspringt beim Birkenkopf auf dem Hasenberg im Roten Wald, speist ursprünglich den Vogelsangsee, fließt, heute unterirdisch eingedolt, an der nördlichen Seite der Altstadt von Stuttgart vorbei über die Seewiese und im oberen Schlossgarten in den Nesenbach.
Im Tal des Vogelsangbachs wurden seit dem späten Mittelalter durch den Stau des Wasserlaufs drei Seen westlich und nördlich der Stadt künstlich angelegt: Der Obere See, etwa zwischen Weimar- und Seidenstraße, der Mittlere See oder Büchsensee, zwischen Seiden- und Schloßstraße, und der Untere See zwischen Holzgarten- und Schloßstraße gelegen. Der Büchsensee und der Untere See wurden 1390 bzw. 1440 aufgestaut. Ersterer umfasste ca. 2,7 Hektar, letzterer ca. 11 Hektar. Beide Seen wurden zu Beginn des 18. Jahrhunderts trockengelegt und im 19. Jahrhundert überbaut. Sie dienten vor allem der Fischzucht, aber auch zum Waschen und als Löschwasserreservoir.
Vom Vogelsangbach ist oberirdisch nicht mehr viel zu sehen. Nachdem ein alter Klinkerkanal, in dem seit 1907 sein Wasser geflossen war, sanierungsbedürftig geworden war, wurde im Jahr 2011 ein neuer unterirdischer Kanal in der Fritz-Reuter- und der Vogelsangstraße angelegt. Er verläuft durch Betonrohre mit 1,2 m Durchmesser in 5 bis 15 m Tiefe. Dieser Kanal folgt nun dem Straßenverlauf bzw. ist unter einer Grünanlage verlegt, während der alte, inzwischen verfüllte Kanal auch unter privaten Grundstücken und sogar der Markthalle verlaufen war.

## Bilder

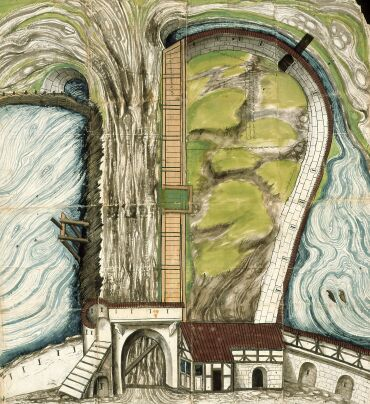
Fisierung des Seewasens im Stuttgarter Vogelsangbachtal, 1566.[3] Hinter dem ehemaligen Büchsentor der Stuttgarter Stadtmauer liegt das Mittlere Seewehr, das damals den Büchsensee vom Unteren See trennte, sowie die Verdolung des Vogelsangbaches zwischen den beiden Seen und ein Stellwehr.
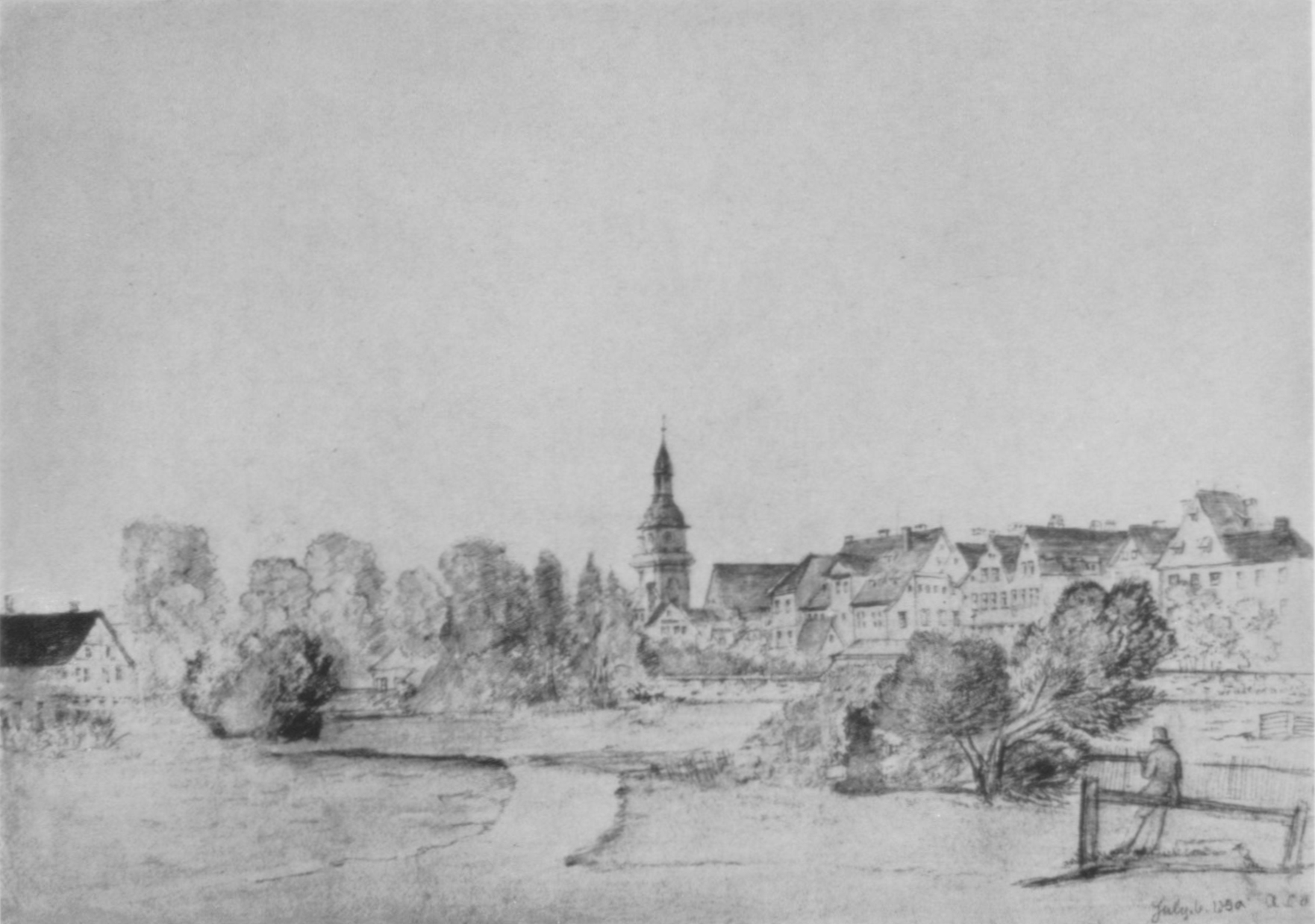
Seewiesen beim Büchsentor, 1850